# Přepychy (Pardubice)
Přepychy è un comune della Repubblica Ceca facente parte del distretto di Pardubice, nella regione omonima.